# ステルコビリノーゲン
ステルコビリノーゲン (英：Stercobilinogen) は、腸内微生物によって作られる代謝物で、体内で処理されたヘムがビリルビンに分解され、胆汁の一部として分泌され、さらに腸内で細菌に還元されてウロビリノーゲンが生成され、腸内に残ったウロビリノーゲンの両端のピロール環が還元されて無色のステルコビリノーゲンが生成される。
ステルコビリノーゲンは、ウロビリノーゲンと同類の化学物質である（ステルコビリノーゲンは、ウロビリノーゲンの両端のピロール環が還元された形を取っている。）。
ステルコビリノーゲンは酸化されて分子中央のメチレン基が二重結合化して共役し、大便の茶色のもとのステルコビリンになる。